# Борислав Шаралиев
Борислав Ангелов Шаралиев e български режисьор.
Учил при известния руски режисьор Михаил Ром, той е сред първите съвременни български кинорежисьори. Създател е на редица от най-популярните български филми, сред които са:
- „В тиха вечер“ (1960)
- „Васката“ (1965), по сценарий на Валери Петров;
- „Рицар без броня“ (1966), с участието на Апостол Карамитев, удостоен със „Сребърният лъв на Свети Марко“ във Венеция и още няколко награди;
- „Един снимачен ден“ (тв, 1968), обявен за „най-неустоимото обяснение в любов към киното, правено някога от български режисьор“;
- „Сбогом, приятели!“ (1970), за абитуриенти и любимия им учител Боев (Владимир Смирнов);
- „Всичко е любов“ (1979) с Иван Иванов в главната роля и др.

Шаралиев първи създава и телевизионна поредица, посветена на Априлското въстание (1876), а именно „Записки по българските въстания“ – екранизация по едноименната книга на Захари Стоянов. Друг филм на историческа тематика е „Борис I“ (1983-1984) – сага в 2 части, разказваща за покръстването на славяни и българи в християнската вяра.
Борислав Шаралиев участва активно в изграждането на българското кино, като цели поколения актьори са получавали своя шанс да направят своя дебют в неговите филми като Иван Иванов, Радко Дишлиев, Олег Ковачев.
След промените през 1989 г. творецът е директор на киностудия „Бояна“. В този особено трудин период за бългаското кино, когато държавата няма никакви средства за култура, той се опитва да съхрани поне техническата база и кадрите, които някой ден отново да радват публиката с родно производство на игрални филми.
В периода 1972 – 1980 г. е народен представител. Носител е на Димитровска награда.
Творецът почива на 79-годишна възраст след кратко боледуване, като оставя повече от 20 филма в историята на българското кино.

## Отличия
- 1977 г. – удостоен е със званието „Народен артист“[2]